# DSiWare
Nintendo DSiWare es una familia de videojuegos diseñada exclusivamente para Nintendo DSi y su versión XL, disponibles únicamente a través de la Tienda Nintendo DSi. Existen cuatro tipos de software de Nintendo DSiWare, que son: gratis, 200, 500 y Prémium (+800) y demuestran el precio y la calidad de los programas. La mayoría de los programas de DSiWare, con algunas excepciones, también están disponibles en la Nintendo eShop de Nintendo 3DS.

## Videojuegos publicados inicialmente para DSiWare
Nintendo había lanzado inicialmente una lista de videojuegos para Nintendo DSiWare que incluían los siguientes juegos:
- Art Style: AQUITE
- Art Style: BOXLIFE
- Art Style: CODE
- Art Style: KUBOS
- Art Style: NEMREM
- Art Style: PICOPICT
- Avión de papel
- Calculadora Animal Crossing
- Calculadora Mario
- Flipnote Studio
- Nintendo DSi Browser
- Plano de Transportes Urbanos Volumen 1 – 2009
- Plano de Transportes Urbanos Volumen 2 – 2009
- Pyoro
- Reloj Animal Crossing
- Reloj Mario
- Sujin Taisen: Números en guerra
- Shantae Risky's Revenge
- Una pausa con… Brain Training Ciencias
- Una pausa con… Brain Training Sudoku
- Una pausa con… Dr. Mario
- Una pausa con… Nintendo DSi Magia en acción: Carita
- Una pausa con… Nintendo DSi Magia en acción: Psicoanálisis
- Una pausa con… Nintendo DSi Magia en acción: Sopa
- Una pausa con… Puzzle League
- WarioWare: Snapped!
- Zelda: Four Swords Anniversary Edition

Un juego mencionado en la conferencia de presentación de la consola para ser publicado en esta categoría es una versión de Brain Training, "Brain Training Express: Math" que incluirá el uso de la cámara de fotos. El costo de este juego es de 800 DSi points.
También el juego "Wario Ware: Snapped" usa la cámara de fotos; el coste de este juego es de 500 DSi points; es un juego interactivo donde el usuario deberá realizar una serie de movimientos, este juego está disponible en la Tienda Nintendo DSi  de América y de Europa. Es similar al juego de la consola PlayStation 2 EyeToy.

## Tienda Nintendo DSi
La Tienda Nintendo DSi era una pequeña tienda En línea en los Nintendo DSi que permite la descarga de pequeños juegos de internet, llamados Nintendo DSiWare, para poder jugar en nuestra consola Nintendo DSi.
La Tienda Nintendo DSi cuenta con 4 categorías de Nintendo DSiWare, que son Gratis, 200, 500 y Premium (800 Puntos), que demuestran el precio de las aplicaciones y videojuegos para la cantidad elegida de Nintendo DSi Points.
La Tienda Nintendo DSi usa como moneda los Nintendo DSi Points, que son los que permiten la descarga de Nintendo DSiWare, Si desea comprar Nintendo DSi Points usted podrá comprarlos comprando y canjeando una Nintendo DSi Points Card, Con una tarjeta de crédito directamente desde la consola o comprándolos en la Página del Club Nintendo siguiendo los pasos que aparecen en pantalla (Para ese último deberá tener una Cuenta del Club Nintendo vinculada a su cuenta de la tienda).
Si usted borró de su consola algún juego que desee recuperar, podrá recuperarlo gratuitamente desde el menú de descargas realizadas o desde el mismo producto.
Si usted descarga algo, finalmente usted podrá empezarlo a usar, apareciendo en el Menú DSi como un regalo.
A sus inicios, la Tienda Nintendo DSi creó una promoción de bienvenida para todos los nuevos usuarios hasta el 31 de mayo de 2010 de 1000 Nintendo DSi Points Gratis.
Actualmente la Tienda cuenta con 336 juegos y aplicaciones de Nintendo DSiWare.
Desafortunadamente, este  servicio de la Conexión Wi-Fi de Nintendo ha expirado, Nintendo anunció el cierre el servicio, la tienda finalmente terminó su servicio el 31 de marzo de 2017 luego de 8 años.